# Форт Копакабана

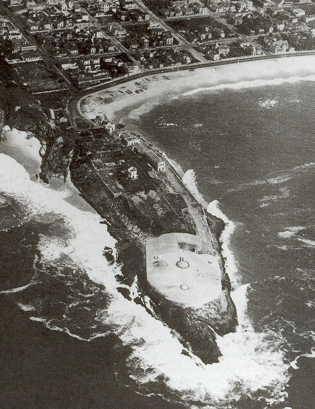
Форт Копакабана, вигляд з повітря, 1920

Форт Копакабана (порт. Forte de Copacabana) — форт берегової оборони в Ріо-де-Жанейро (Бразилія), побудований на початку XX століття для прикриття бухти Ріо-де-Жанейро і міського берега в районі Копакабана. Форт, на озброєнні якого перебували дві двогарматні вежі калібру 305 мм і 190 мм, став у 1922 році місцем так званого «бунту вісімнадцяти» — заколоту офіцерів-тенентістів проти режиму Епітасіу Пессоа. Від 1987 року у форті розміщений Музей історії армії (порт. Museu Histórico do Exército). 2013 року на території форту розпочато будівництво пляжного клубу. Під час Олімпійських ігор 2016 року форт стане місцем проведення змагань з велоспорту (старт і фініш шосейної гонки), тріатлону та плавання у відкритій воді, а на Паралімпійських іграх 2016 року — з паратріатлону.

## Історія
Регіон Гуанабара, в якому розташоване місто Ріо-де-Жанейро, мав стратегічне значення для португальських колоній, а пізніше суверенної Бразилії. Тому берегові укріплення в районі затоки Ріо-де-Жанейро почали зводити ще в середині XVI століття. Будівництво нового форту Копакабана в 1908 році почалося в умовах реформи бразильських збройних сил, розпочатої наприкінці ХІХ століття за президентства Флоріану Пейшоту. Завданням форту був захист і пляжу Копакабана і входу в бухту Ріо-де-Жанейро. Місцем для будівництва обрали скелястий мис біля входу в бухту Гуанабара, де раніше була церква Богоматері Копакабанської. Розташування і форма мису перетворювали його в ідеальне місце для розміщення далекобійної берегової артилерії. Вже у XVIII столітті тут вперше розмістили батарею берегової оборони, але до її складу входили лише кілька малопотужних гармат. На початку XX століття маршал Ермес да Фонсека затвердив проект нового форту, оснащеного сучасними круппівськими гарматами.
16 грудня 1907 року майору Еуженіу Луїсу Франку-Філью було доручено будівництво нового форту, і 5 січня 1908 року в присутності президента Афонсу Пени і маршала Ермеса да Фонсеки закладено наріжний камінь нового укріплення. Будівництво, що тривало до 1914 року, обійшлося приблизно в 3 мільйони реалів. Згідно із затвердженим планом, у форті розмістилися дві двогарматні вежі — одна вежа «Дуке де Кашіас» з гарматами головного калібру (305 мм) з далекобійністю до 23 км, а друга «Андре Відал» — з гарматами калібру 190 мм. Виробником всіх чотирьох гармат була фірма Friedrich Krupp. Крім цього, в бічних казематах «Рікарду Франку» і «Антоніу Жуан» розмістилися швидкострільні гармати калібру 75 мм. Бічні стіни форту були завтовшки 12 метрів. Загалом після завершення робіт форт являв собою найпотужнішу фортечну споруду Південної Америки. Хоча вся артилерія форту була в робочому стані вже до кінця 1913 року, його офіційний вступ в дію відбувся лише 28 вересня 1914 року — знову в присутності маршала Фонсеки, який до цього моменту посів президентське крісло.
Надалі форт Копакабана був центром важливих подій бразильських громадянських воєн. Саме тут 5 липня 1922 року відбувся так званий «Бунт вісімнадцяти», коли бунтівні офіцери-тенентисти, що виступили проти президента Епітасіу Песоа і його ймовірного наступника Артура Бернардіса, захопили контроль на фортом і розгорнули його надпотужні гармати в бік Ріо-де-Жанейро. Заколот було придушено за участю авіації і двох урядових лінкорів «Сан-Паулу» і «Мінас Жерайс». 1924 року форт вже бився на стороні уряду і знову вів артилерійську дуель з «Сан-Паулу», який цього разу опинився в руках тенентистів, щоб запобігти їх втечі в провінцію Сан-Паулу. Під час революції 1930 року форт Копакабана слугував місцем ув'язнення екс-президента Вашингтона Луїса перед засланням до Європи. Під час державного перевороту 1964 року форт був місцем зборів революційного командування.

## Музей і культурний центр
1987 року, після розформування частин берегової артилерії Бразилії, форт Копакабана втратив своє оборонне значення і його перетворили в музей історії бразильської армії та артилерії. На території форту проводяться також культурні заходи — церемонія зміни варти, концерти фортечного оркестру, підводні екскурсії «Зустріч з Рифом». Кількість відвідувачів форту станом на 2006 рік становила близько 200 тисяч осіб, а до 2009 року зросла до приблизно 550 тисяч.
Центральною частиною музею є укріплення та фортечна артилерія форту Копакабана. Відвідувачі можуть побачити гармати артилерії форту всіх калібрів — 305, 190 і 75-мм, а також різні службові та житлові приміщення, включаючи казарми, склад боєприпасів, спостережний пост, телеграфну станцію, водяну цистерну і кухні.
Експонати музею

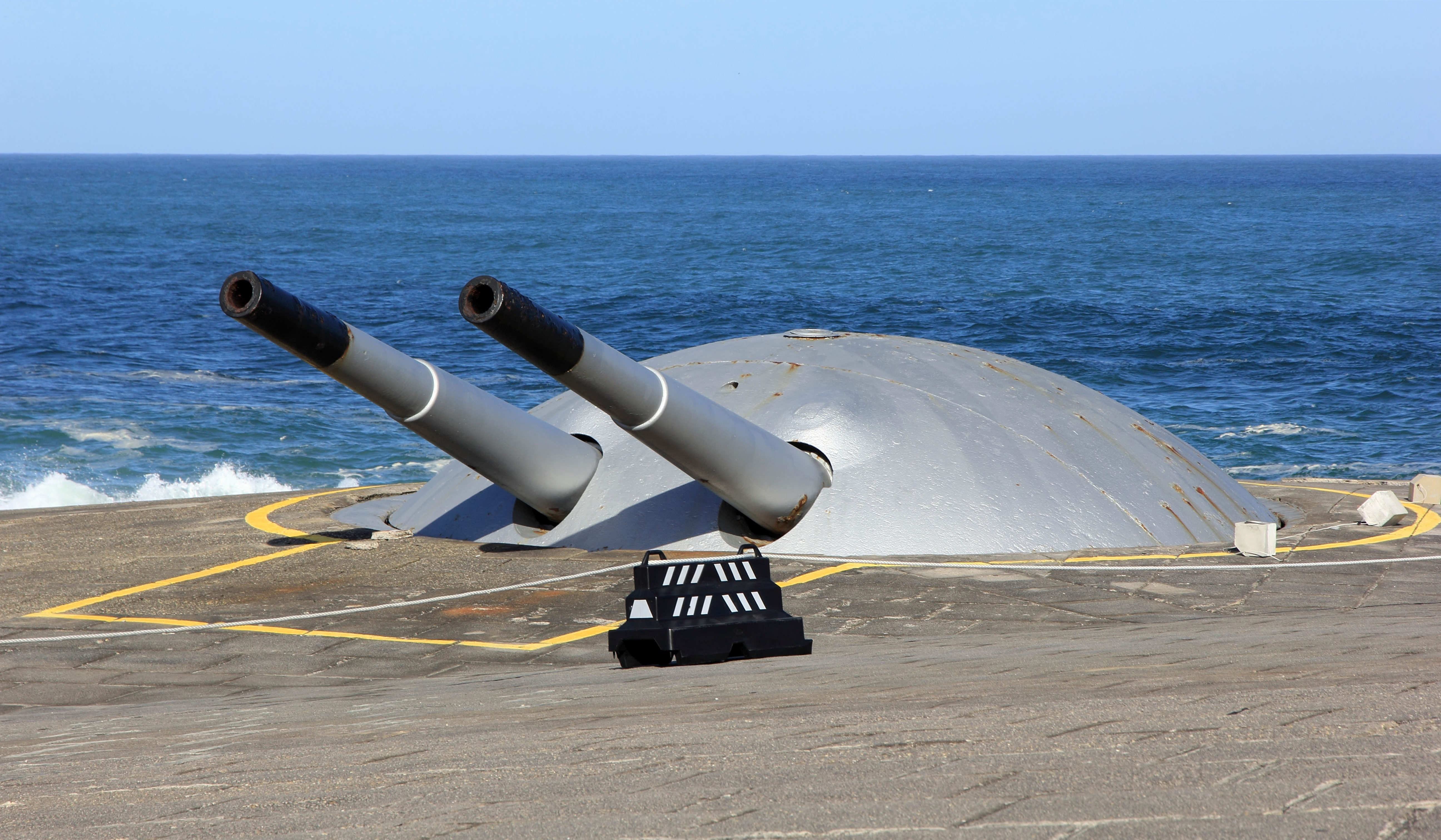
Гармати форту
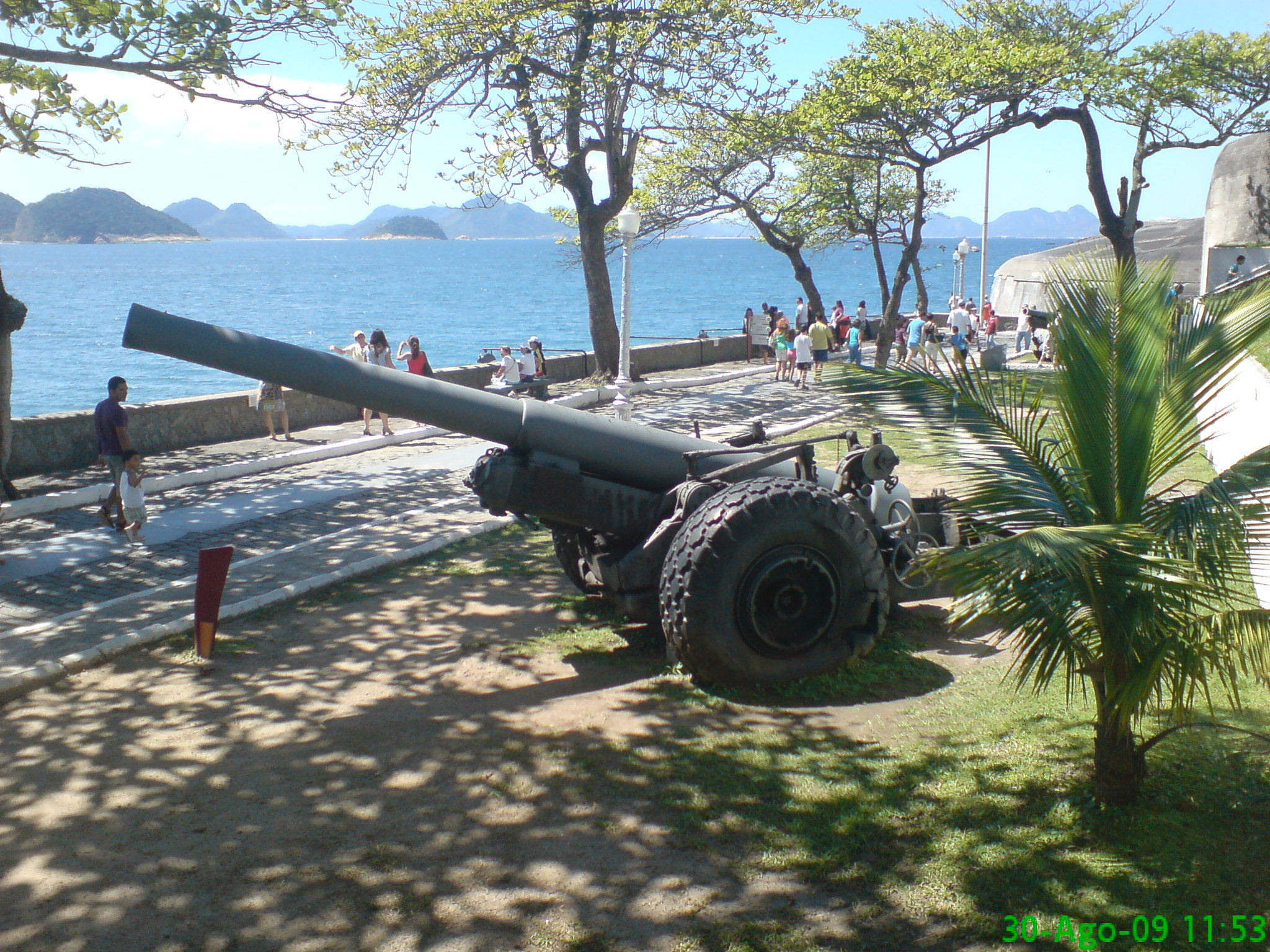
6-дюймова гармата берегової оборони Vickers Mk XIX
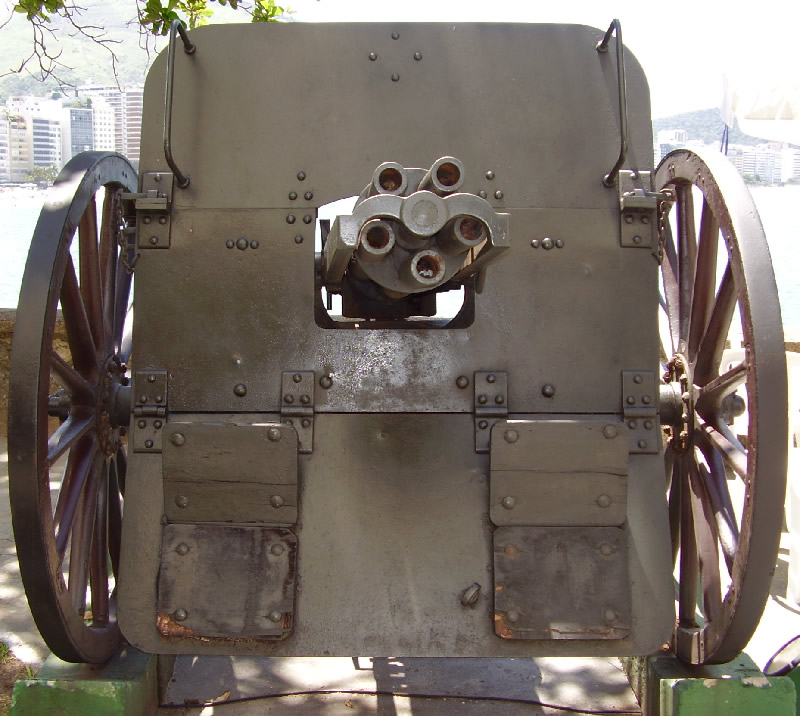
П'ятиствольна револьверна гармата Гочкіса калібру 37-мм
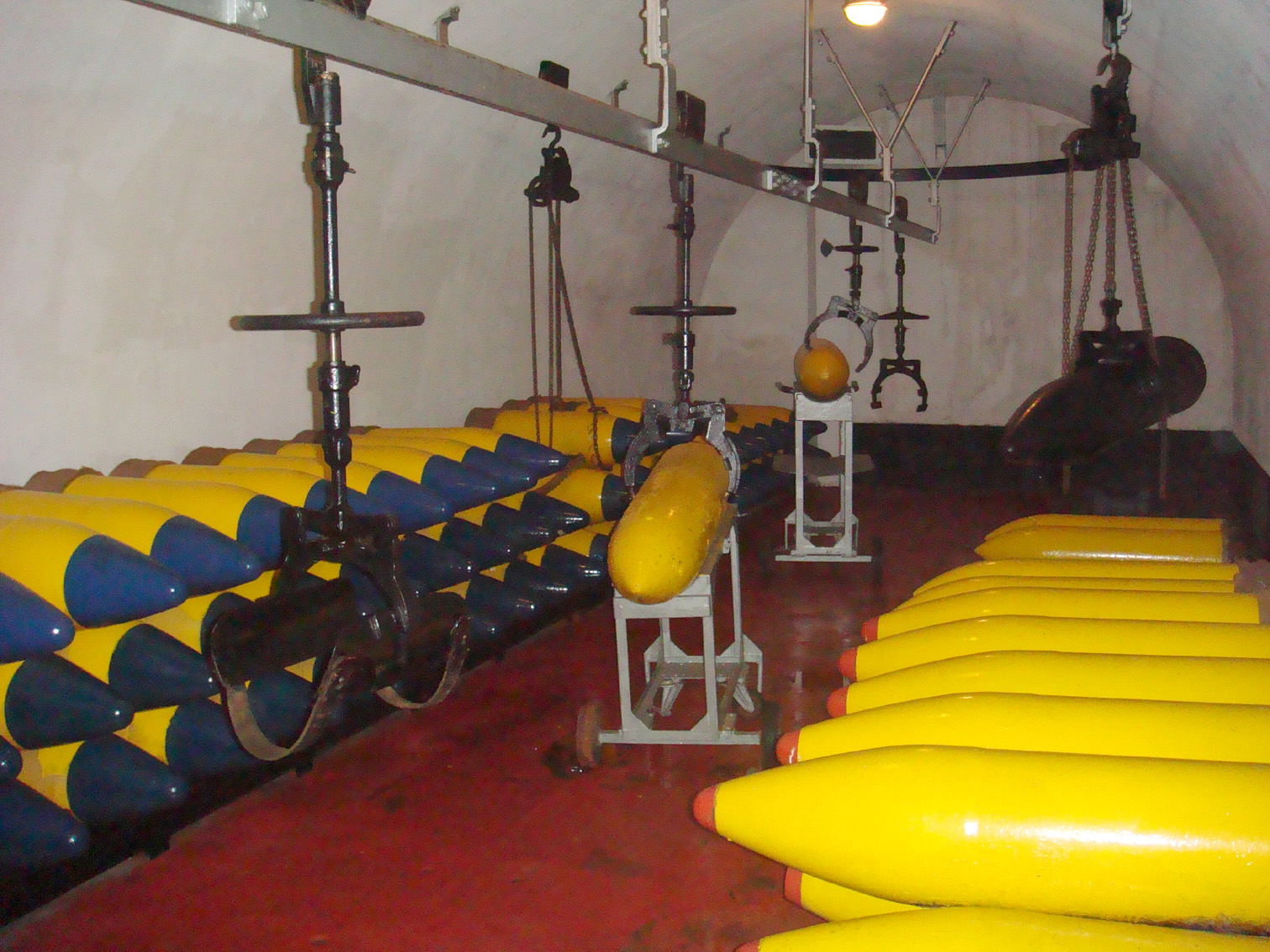
Снарядний погріб
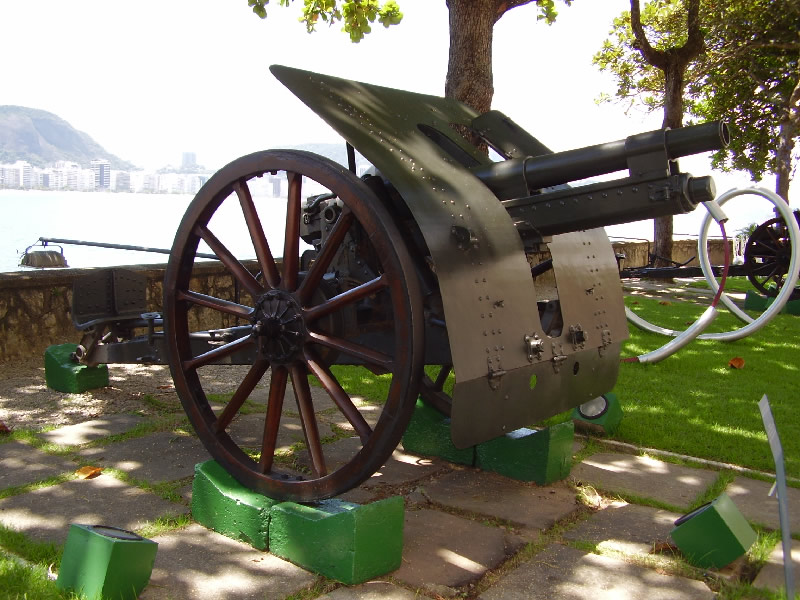
75-мм гірська гармата Bofors C28 Model 1926

Постійна експозиція «Формування нації і армії» діє у форті Копакабана від 1996 року. Серед тем, які висвітлює експозиція, — історія відкриття і колонізації Бразилії, територіальна експансія та війни, які вела країна. Особливе місце в експозиції займає битва 1648 року біля Гуарарапіс, що поклала кінець голландській окупації Бразилії, проголошення незалежності Бразилії і участь країни у війні Потрійного Альянсу. Дві центральні фігури в експозиції — шановані в Бразилії маршали Луїс Алвіс ді Ліма і Сілва, герцог Кашіас, і Деодору да Фонсека, перший президент республіканської Бразилії.
У Залі Республіки представлена еволюція бразильської армії в республіканський період, включаючи повстання флоту в 1893—1894 роках, війну Канудус і дії маршала Кандіду Рондона щодо зміцнення територіальної єдності країни, в тому числі реліквії періоду переговорів з індіанськими племенами Амазонії. Окремі розділи присвячені «Бунту вісімнадцяти», що відбувався в самому форті Копакабана, і участі бразильського експедиційного корпусу у Другій світовій війні. У Залі Президентів зібрані колекції, пов'язані з правлінням різних президентів Бразилії.
З метою збільшення доходів 2012 року частину території форту, що належить бразильській армії, передали в оренду в приватні руки. На цій території розміститься платний пляжний клуб Aqueloo з ексклюзивним рестораном і диско-клубом.

## Літні Олімпійські ігри 2016
Під час Олімпійських ігор 2016 форт став місцем проведення змагань з велоспорту (старт і фініш шосейної гонки), тріатлону та плавання у відкритій воді, а на Паралімпійських іграх 2016 року — з паратріатлону.